# Catholic Worker
Catholic Worker-rörelsen är en samling autonoma kommuniteter och kollektiv, bestående av katoliker och likasinnade, som startades av aktivisterna Dorothy Day och Peter Maurin 1933. 
Syftet med Catholic Worker är enligt de själva att "leva i enlighet med den rättvisa och människokärlek som Jesus Kristus presenterade". Rörelsen engagerar sig mot krig och ekonomisk ojämlikhet och jobbar ofta i fattiga områden. Enligt Catholic Worker består rörelsen av 187 lokala katolska arbetargemenskaper. Varje gemenskap arbetar med social rättvisa på sitt eget sätt, anpassat till lokala förutsättningar.
Catholic Worker-rörelsens ideologi kan beskrivas som kristen anarkism. Men Catholic Worker är inte en officiell del av den katolska kyrkan, och de olika verksamheterna kan vara mer eller mindre öppet religiösa.
Dorothy Day grundade också tidningen The Catholic Worker, som fortfarande ges ut av Catholic Worker i New York.